# 马福全
马福全（1930年—1991年），江苏省南京市人。中华人民共和国政治人物。
早年任中国人民解放军3302工厂当工人。文化大革命期间，担任工厂革命委员会副主任。1969年，升任中共河北省委委员、河北省总工会副主任，中共石家庄市委常委、市革命委员会副主任、市总工会副主任等职。1978年，被免职。